# 아빠와 한판승
《아빠와 한판승》(영어: Getting Even with Dad)은 미국에서 제작된 하워드 도이치 감독의 1994년 코미디 영화이다. 매콜리 컬킨, 테드 댄슨 등이 출연하였고, 케이티 제이컵스 등이 제작에 참여하였다.

## 출연
- 매콜리 컬킨
- 테드 댄슨
- 글렌 헤들리
- 솔 루비넥
- 게일러드 사테인
- 헥터 엘리존도
- 샘 맥머리
- 론 캐나다
- 시드니 워커
- 캐슬린 윌호이트
- 댄 플로렉
- 스콧 비치
- 랠프 퍼두토

## 기타 제작진
- 협력 제작: 짐 제너바인, 톰 S. 파커, 엘리나 스피오타
- 미술: 버지니아 L. 랜돌프
- 의상: 루디 딜런